# Амашук, Иван
Иван Амашук (Маашук Кануков, Машуко Кануков, Амашик, Бугашик, Иван Ахамашук-Черкасский) (ум. не позднее 1565) — кабардинский новокрещёный князь, согласно некоторым исследователям брат Махидевран-султан.

## Биография
В русских источниках бесленеевский владетель Маашук впервые упоминается в Никоновской летописи как просители о покровительстве Москвы. Согласно этому источнику, в ноябре 1552 года (вскоре после взятия Казани) «приехали к государю царю и великому князю черкасские государи князи Маашук князь да князь Иван Езбозлуков да Танашук князь бити челом, чтобы их государь пожаловал, вступился в них, а их з землями взял к себе в холопи, а от крымского царя оборонил». При переходе на русскую службу князь был крещён, получив имя Иван.
Уже в 1553 году, по получении известий от русского посланника в Крыму Фёдора Загряжского о подготовке хана к войне, царь Иван Грозный направился в Коломну в сопровождении ряда князей и бояр, в число которых входили «черкаские князи Магаушук з братиею и с людми». Позже царь отправил Маашука в Тулу вместе с крымским царевичем Тахтамышем с тем, чтобы «впред им быти в передовом полку» (Разрядная книга показывает, что татарские князья не допускались в состав большого полка).
Согласно Разрядной книге, в 1558 году Маашук Кануков и жанеевский князь Сибок (Василий) Кансауков несли службу в Вышегороде. Когда осенью того же года начались активные действия в Ливонии, был отправлен с передовым полком в Псков, откуда развернул наступление на Раковор:

Того же лета послал царь и великий князь на ливонские немцы зимою царя Шиголея Шигелеяровича да царевича крымскаго Тахтамыша, да астраханского царевича Кайбулу Ахтубекова сына; а с царем Шиголеем бояр и воевод князя Ивана Васильевича Глинскова и иных бояр и воевод… Да в передовом же полку царевич Тахтамыш, пристав Дмитрей Григорьев сын Плещеев. Да в передовом же полку черкасы, князь Иван Амашик з братиею, а пристав у них Федор Вокшерин.
Военные успехи в этой кампании обеспечили временное присоединение востока Эстонии к Московскому государству.
В 1559 году участвовал в военном походе «по крымским вестем… ис Путивля» за Дедилов к реке Шиворонь. Удачи русских войск под командованием Дмитрия Вишневецкого и Даниила Адашева в военных действиях против Крымского ханства и Турции побудили западных адыгских князей обратиться в Москву с просьбой о том, чтобы царь «дал бы им воеводу своего в Черкасы и велел бы их всех крестити». В 1560 году Иван Грозный отправил «в Черкасы» Вишневецкого в сопровождении Ивана Маашука и Василия Кансаукова, и в этом и следующем годах русские и адыгские войска вместе совершили несколько крупных набегов на Крым.
В дальнейшем в прижизненных источниках Иван Маашук не упоминался, однако в «Синодике по убиенным в брани» 2-й половины XVIII в. сообщалось, что он погиб в боях с турками: «Благоверному князю Амашуку Черкасскому, убиенному от нечестивых турков за православную веру, вечная память». К. Ф. Дзамихов предполагает, что князь погиб до 1562 года: с этого года его давний союзник Сибок Кансауков уже примирился с Крымом, и по мнению историка причиной разрыва союза Кансаукова с бесленеевцами как раз и стала гибель Маашука. В 1565 году Иосифо-Волоцкий монастырь получил от Ивана Грозного вклад в сумме 30 рублей на поминовение Ивана Амашука, князя Черкасского.